# Tag Russlands

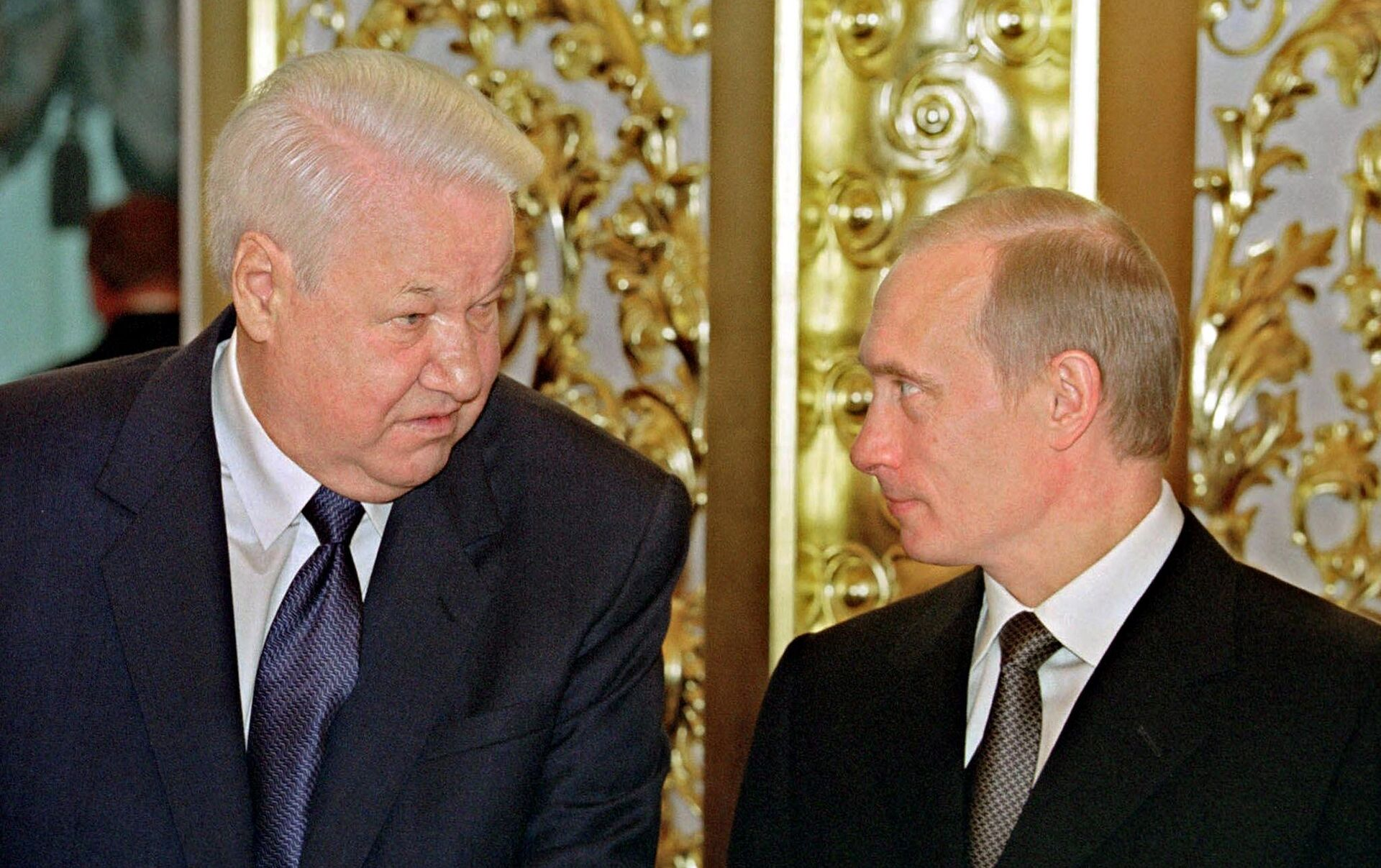
Boris Jelzin und Wladimir Putin auf einem Staatsempfang am „Tag Russlands“ (2001)

Der Tag Russlands (russisch День России, auch Tag der Ratifizierung der Deklaration über die Souveränität Russlands oder (unzutreffend) Unabhängigkeitstag genannt) ist der russische Nationalfeiertag, der jährlich am 12. Juni begangen wird.
Am 12. Juni 1990 nahm der erste Kongress der Volksdeputierten der RSFSR die Deklaration der staatlichen Souveränität der RSFSR an. Genau ein Jahr später fanden die ersten freien Präsidentschaftswahlen in Russland statt. Seit 1994 ist der 12. Juni in Russland offizieller Feiertag. 2001 erhielt der Tag seine heutige Bezeichnung.
Für die Bevölkerung hat dieser Tag allerdings keinen so hohen Stellenwert wie zum Beispiel der Tag des Sieges am 9. Mai, der weitaus aufwändiger gefeiert wird.